# Long Hard Road Out of Hell
Long Hard Road Out of Hell est un single de Marilyn Manson. La chanson apparaît dans la bande sonore du film Spawn (1997) et dans la compilation Lest We Forget (2004). Elle est créditée à Manson et Sneaker Pimps.